# Morpho lecerfi
Morpho lecerfi är en fjärilsart som beskrevs av Moult 1926. Morpho lecerfi ingår i släktet Morpho och familjen praktfjärilar. Inga underarter finns listade i Catalogue of Life.